# 聖胡安省貝爾-407墜毀事件
聖胡安省貝爾-407墜毀事件是指2013年10月11日當地時間15時30分，一架隸屬於阿根廷聖胡安省航空局的貝爾407直升機在巴耶費爾蒂爾縣墜毀。这架直升機载有飞行员阿尼瓦尔·托里斯（Aníbal Touris）、聖胡安省省長何塞·路易斯·希奥哈、政府单位秘书埃克托尔·佩雷斯（Héctor Pérez）和國會議員丹尼尔·托马斯以及玛加丽塔·费拉·德·巴尔托尔。最後造成省长胸部和腹部出血，托马斯、佩雷斯和托里斯多处骨折，而议员玛加丽塔·费拉·德·巴尔托尔则因事故死亡。

## 事故原因
民航事故调查委员会（JIAAC）经调查后，发布了一份关于事故原因的报告。报告称，飞行员因螺旋槳转动在干旱地面上造成的尘埃所导致的空间迷向，后撞向高压输电线并导致坠毁。